# Aleksandra Franciszka Rzewuska
Aleksandra Franciszka Rozalia Teofila z Lubomirskich Rzewuska (ur. 3 września 1788 w Kijowie lub w Paryżu (różne wersje historyczne), zm. 11 stycznia 1865 w Warszawie) – dama dworu rosyjskiego, arystokratka, artystka i pisarka.
Pochodziła z rodu Lubomirskich, była córką Aleksandra Lubomirskiego i Rozalii z Chodkiewiczów (zgilotynowanej w Paryżu w czasie tamtejszej rewolucji). W 1805 poślubiła Wacława Rzewuskiego, podróżnika i poetę. Małżeństwo nie należało do udanych, mimo że na świat przyszło czworo dzieci. Była matką trzech synów Leonsa (ostatniego potomka rodu Rzewuskich z linii na Podhorcach), latyfundysty i publicysty, Stanisława, historyka filozofii i literatury, Witolda, oficera wojsk rosyjskich (zginął na Kaukazie w 1837) i oraz córki Kaliksty, małżonki Michelangelo Gaetani, księcia Teano, która zmarła w Rzymie w wieku 31 lat w 1842, pozostawiając dwoje dzieci. Aleksandra lubiła życie dworskie w Wiedniu, Petersburgu na Riwierze i we Włoszech. Mąż przebywał na Bliskim Wschodzie lub w rodzinnych Podhorcach. Była przeciwniczką wszelkich rewolucji i powstań. Jej nastawienie spowodowane było przeżyciami z czasów dzieciństwa, gdy po zgilotynowaniu matki w Paryżu została umieszczona w więziennym szpitalu, gdzie odnaleźli ją wysłannicy ojca, aby zabrać do kraju. Tymczasem mąż i synowie zaangażowali się w działania powstania listopadowego. W latach 1847–1857 wybudowała pałac w Rozalinie. W 1836 opisała swoją podróż do Konstantynopola, przez całe życie pisała pamiętniki wydane przez prawnuczkę w 1939 w Rzymie Mémoires de la comtesse Rosalie Rzewuska.
Dama austriackiego Orderu Krzyża Gwiaździstego od 3 maja 1808.